# Pablo Ruiz-Tagle
Pablo José Ruiz-Tagle Vial (Santiago, 1960) es un abogado y profesor chileno, especialista en derecho constitucional.  En 1977 ingresó a Derecho en la Universidad de Chile, obteniendo el grado de Licenciado en Ciencias Jurídicas y Sociales,  titulándose de abogado en 1984. Obtuvo el grado de Master en Derecho en la Universidad Yale en 1988 y el de Doctor en Derecho en 1995 en la misma universidad. Desde 2018 a la  fecha(2025) es decano de la Facultad de Derecho de la Universidad de Chile.

## Biografía
Hijo del escritor y agrónomo Carlos Ruiz-Tagle Gandarillas y hermano del también profesor de derecho Carlos Ruiz-Tagle Vial.
Estudió en el Saint George's College y en el Colegio Tabancura de Santiago.

## Carrera académica
Ruiz-Tagle se desempeña como profesor en las cátedras de Introducción al Derecho (desde 1992) y Derecho Constitucional (desde 1997) en la Facultad de Derecho de la Universidad de Chile. Entre 2003 y 2015 fue director del comité académico del Programa de Doctorado (2003-2015). También ha sido profesor en el Magíster en Derecho de la Pontificia Universidad Católica de Chile.
Ruiz-Tagle es conocido por ser crítico de la Constitución de 1980, por considerarla antirrepublicana, neoliberal, iusfundamentalista y neopresidencialista.[cita requerida] Ha escrito varios libros sobre constitucionalismo chileno.
Fue candidato al decanato de la Facultad de Derecho de su alma mater para la elección de abril de 2015, en la que resultó ganador Davor Harasic. En 2018 volvió a presentarse como candidato a decano para la Facultad de Derecho de la Universidad de Chile, siendo elegido al derrotar en segunda vuelta al profesor penalista Jean Pierre Matus. Asumió en el cargo el 30 de agosto.
En junio de 2022 fue reelecto como máxima autoridad de la Facultad de Derecho con el 88,3% de los votos para el periodo 2022-2026, elección en la que aparecía como única candidatura inscrita.

## Actividad profesional y política
Participó en el equipo negociador formado por el gobierno de Chile en 1995 para el primer intento de ingreso al Tratado de Libre Comercio de América del Norte, donde ejerció como negociador y asesor legal en materias de comercio internacional de servicios, telecomunicaciones e ingreso temporal de personas de negocios. Mismo rol cumplió en la firma del Tratado de Libre Comercio Canadá-Chile.
En 2006 fue propuesto por el gobierno de Michelle Bachelet para ocupar el cargo de contralor general de la República, pero su nombre fue rechazado por la bancada de senadores de la Alianza por Chile, más los senadores Mariano Ruiz-Esquide, Adolfo Zaldívar, Nelson Ávila y Carlos Bianchi. En 2011 fue convocado para defender al Senado ante el Tribunal Constitucional para revertir la impugnación de la eliminación de un subsidio del proyecto de posnatal.
Durante 2009 e inicios de 2010 participó, en su calidad de miembro de la organización Océanos Azules, como asesor de la candidatura presidencial del democratacristiano Eduardo Frei Ruiz-Tagle. Posteriormente, en 2013, integró el equipo que la precandidata presidencial Michelle Bachelet convocó para elaborar una nueva Constitución Política. En 2017 se integró al equipo de independientes que apoyaba la candidatura a la presidencia de Carolina Goic.
Desde 1994 es socio del estudio jurídico Larraín y Asociados.

## Obras
Originales
- Revisión crítica del Derecho (1990)
- Propiedad Intelectual y Contratos (1997)
- Derecho, Justicia y Libertad (2002)
- La República en Chile, Teoría y práctica del Constitucionalismo Republicano (2006), junto a Renato Cristi.
- Ciudadanos en Democracia. Fundamentos del sistema político chileno (2010), junto a Sofía Correa.
- El constitucionalismo del miedo. Propiedad, bien común y el poder constituyente (2014), junto a Renato Cristi.
- La Concepción Republicana de la Propiedad (2014), junto a José Luis Martí.
- Cinco repúblicas y una tradición: Constitucionalismo chileno comparado (2016)

Traducciones
- El Contrato como Promesa de Charles Fried (1996)
- Las Caras de la Justicia y el Poder del Estado de Mirjan Damaška (2000)